# سیندی ویلسون
سینتیا لی ویلسون (متولد ۲۸ فوریه ۱۹۵۷) یک موسیقیدان آمریکایی و یکی از خواننده‌ها، ترانه‌سراها و اعضای بنیانگذار گروه موج نو راک B-52 است. او به خاطر صدای متمایز کنترالتو و همچنین سازهای کوبه ای در برنامه‌های زنده مورد توجه است. او خواهر کوچکتر گیتاریست فقید ریکی ویلسون (۱۹۵۳–۱۹۸۵) است که یکی از بنیانگذاران گروه بود.
ویلسون علاوه بر کارش با B-52، دو آلبوم چندآهنگه انفرادی به نام‌های Sunrise (2016) و Supernatural (2017) منتشر کرده‌است. در اواخر سال ۲۰۱۷، او اولین آلبوم انفرادی خود را با نام تغییر از طریق لیبل مستقل ستارگان راک را بکش منتشر کرد.
ویلسون در ۲۸ فوریه 1957 در آتن، جورجیا به دنیا آمد. او یک برادر بزرگتر به نام ریکی داشت. هنگامی که ریکی ۱۹ ساله بود، شروع به یادگیری نواختن گیتار کرد و از سیندی دعوت کرد تا با سازهای خود هماهنگ شود.

## آهنگ‌شناسی

### آلبوم چند آهنگه
- طلوع خورشید (۲۰۱۶)
- فراطبیعی (۲۰۱۷)

### آلبوم‌ها
- تغییر (۲۰۱۷)
- قلمروها (۲۰۲۳)

## فیلم‌شناسی
- فیلم روگرتس (۱۹۹۸، فقط صدا)
- آتن، GA: درون بیرون (۱۹۸۷)
- یک ترفند پونی (۱۹۸۰)